# Ryan Mango
Ryan Robert Mango (ur. 17 sierpnia 1991) – amerykański zapaśnik walczący przeważnie w stylu klasycznym. Zajął siódme miejsce na mistrzostwach świata w 2019. Mistrz panamerykański w 2018; drugi w 2019. Wojskowy wicemistrz świata w 2017. Dziewiąty w Pucharze Świata w 2014 roku.
Jest bratem Spensera Mango, zapaśnika i olimpijczyka z Pekinu 2008 i Londynu 2012.
Zawodnik Whitfield School z Creve Coeur i Uniwersytetu Stanforda. Dwa razy All-American (2011 – 2012) w NCAA Division I, piąty w 2012 i szósty w 2011 roku. 